# 탠지 밀러
탠지 밀러(Tangi Miller, 1970년 2월 28일 ~ )는 미국의 배우, 무용가, 모델, 각본가이다.
마이애미에서 태어났다.

## 출연 작품
- 72시간 (2015년)
- 할리우드 카오스 (2013년)
- 러브 섹션 (2013년)
- 블러드 라인스 (2012년)
- Guardian of Eden (2012) - 킴미 역
- Fanaddict (2011) - 첼리 데이튼 역
- 드론(영어판) (2010년)
- 마이 걸프렌즈 백 (2010년)
- 러브 & 아더 4 레터 워즈 (2007년)
- 마디아 가족의 재결합 (2006년)
- 더 디스트릭트 (2000년)
- 플레잉 위드 파이어 (2000년)

### 텔레비전
- 펠리시티 (1998년) - 엘레나 테일러 역